# Mariane Dombrova
Mariane Ribeiro Dombrova (São Paulo, 7 de setembro de 1972), é uma apresentadora, cantora e repórter brasileira.

## Carreira
Em 1987, Mariane, ao completar 15 anos de idade, ganhou um presente de seus pais, um disco independente, que foi gravado pela Phoenix Spink. Esse seu primeiro trabalho fonográfico tinha músicas voltadas para todas as idades. Mariane também compôs uma das faixas. Seu pai era artista plástico e tinha um stand em uma feira, quando a família do Silvio Santos esteve lá e recebeu este disco. Gostaram das músicas e resolveram chama-la para um teste.
Em 15 de maio de 1989, estreou no SBT, substituindo a cantora e apresentadora Simony, no comando do programa Dó-Ré-Mi-Fá-Sol-Lá-Si. Em maio de 1990, Do-ré-mi-fá-só-lá-si com Mariane se transforma no programa Mariane, criado especialmente para a apresentadora, como presente de 1 ano no SBT.
Ainda em 1990, Mariane lança o disco intitulado Ciranda, pela gravadora BMG. Além de músicas infantis, a lambada, ritmo da época, também esteve no repertório, além de músicas românticas. O disco teve uma grande repercussão, inclusive duas músicas foram inclusas no disco da novela Carrossel, exibida em 1991 pelo SBT. Ciranda alcançou mais de 100.000 cópias vendidas e Mariane recebeu um disco de ouro pela marca alcançada.
Ainda no SBT, Mariane chegou a superar a audiência do Xou da Xuxa por alguns minutos, com médias de até 8 pontos de ibope. Seu programa ficou no ar até 7 de setembro de 1991, quando foi demitida da emissora, no dia do seu aniversário, por cortar o cabelo curto, sem autorização. Em 1991, Mariane grava mais um disco pela BMG, com canções inéditas e duas regravações de grupos infantis — Trem da Alegria e A Turma do Balão Mágico. O lançamento oficial foi no Scala, no Rio de Janeiro, e depois Mariane continuou com sua turnê por todo Brasil.
Durante quase dois anos e meio Mariane ficou fora da TV, e dedicou-se a fazer shows por todo o país. Em fevereiro de 1994, assina contrato com a CNT, e passa a apresentar o programa Tudo por Brinquedo, na semana do Carnaval. Ainda em 1994, Mariane assinou contrato com a gravadora Paulinas/Comep; esse trabalho já entrou na era do CD, além de ser lançado em vinil e fita K7. O novo CD teve regravações de Toquinho e Elifas Andreato, e até uma versão de uma música dos Carpenters, além de outras músicas. Em março de 1995, a CNT anuncia que pretende mudar as gravações do programa Tudo por Brinquedo de Curitiba para o Rio de Janeiro, em busca de maior audiência; em maio o programa sai do ar para a cidade de São Paulo, sendo transmitido somente para Curitiba; em julho, sai do ar definitivamente. Em agosto do mesmo ano, assina um contrato com a Rede Record para apresentar o Tarde Criança com Mariane; ainda em 1995, Mariane gravou o CD Pertinho de você, pela PolyGram; além de músicas inéditas e regravações, foram feitas versões das músicas de famosos, como Michael Jackson, Rita Pavone, e outros. Até mesmo os heróis da época, Power Rangers, tiveram espaço neste CD, com a música "Rita Rap", que foi lançada inclusive num single e no CD "Mighty Morphing Power Rangers: Rock Aventura". A Tarde da Criança permaneceu na grade de programação até 29 de março de 1996,o Ibope era em torno 3 pontos, alto pro padrão da emissora na época, quando saiu do ar por falta de verba e descaso da emissora.
Em 1999, após 3 anos longe da mídia, Mariane volta com um estilo novo. Aderindo a moda country, Mariane gravou o CD Eu sou rodeio, eu sou paixão, o qual marcou essa nova fase de carreira e também de amadurecimento, pois ela mesma fez toda a produção; escolheu o repertório e em Nova Iorque concluiu esse trabalho, onde fez as fotos. Na ocasião, Mariane aprendeu inclusive a tocar berrante. O CD não chegou a ser vendido nas lojas, pois foi um trabalho independente.
No ano de 2000, Mariane foi convidada para apresentar um dos quadros do programa Fui ao Vivo da CNT/Gazeta, comandado pelo Eri Johnson, com estreia em 20 de fevereiro. A cada domingo, Mariane mostrava no "Sertão Country" tudo o que era relacionado ao universo sertanejo, fazendo entrevistas, coberturas em shows e rodeios, além de mostrar os costumes e hábitos do mundo country. Em 17 de junho Mariane começou a apresentar seu próprio programa no estilo country, mostrando curiosidades e o entretenimento do mundo sertanejo; seu programa era transmitido todos os sábados pela UniTV. Mariane cobria os eventos, entrevistando os famosos e mostrando os bastidores de shows e rodeios. Ela também cantava músicas do seu CD Eu sou rodeio eu sou paixão mas por ser de uma produtora independente, não pode ficar no ar por muito tempo.
Em dezembro de 2002, Mariane comanda mais um programa, intitulado Fazenda Brasil, também no segmento country. Fazenda Brasil misturava matérias com a presença de convidados especiais, mas precisava de um espaço maior, pois não era transmitido em rede nacional; o programa era transmitido pela Rede Mundial de Televisão, e era sintonizado apenas pela Internet e e por emissoras locais de alguns estados do Brasil. Ficou no ar somente durante o mês de dezembro.
Em 2003, participa do programa Falando Francamente, como repórter.
Em 2005, concluiu a faculdade de Letras com ênfase em português/inglês, e trabalhou numa agência de publicidade. Mariane também chegou a dar aulas como professora de português. Após esse período, apesar de não apresentar, participa de vários programas de TV, em aparições em programas como Superpop, A Casa é Sua, Boa Noite Brasil, Sabadaço, Amaury Jr, Sabba Show, Edilásio Barra, Falando Francamente, Programa Cor-de-rosa, Tudo a Ver, TV Fama, Atualíssima, Charme, Programa Celso Russomano, Domingo Legal, Programa Silvio Santos, Geraldo Brasil, Programa do Ratinho, Cante se Puder entre outros.
Em 21 de dezembro de 2011, estreia o programa + Q Tudo, na éTV, canal 18 da TVA de São Paulo, o programa teve apenas 1 programa sendo reprisado em 2012.
Em 2018, fez reportagens para o programa de João Kléber na RedeTV!.
Em 2021, lança o álbum Ciranda 30 Anos, releitura dos sucessos de seu segundo álbum de estúdio. A produção é de Eudes Freitas (EF Music) seu namorado e produtor, e os arranjos por Marcos Pontes (Caixote).
Em 2022, é convidada pela produtora Pingunoi para a apresentação do canal no Youtube "Reality Kids". Um canal de entretenimento para papais e crianças, com quadros divertidos e intertatividade infantil. Neste mesmo ano, também se dedica ao seu canal no Youtube, "Mariane Conta Histórias", onde à cada vídeo, do aconchego de sua casa, conta excelentes histórias para pessoas de todas as idades.
Em 2023, é divulgado seu mais novo projeto um programa para a web chamado "Conectados com Mariane Dombrova". Com matérias leves, divertidas e toda espontaneidade de sempre, Mariane, volta a fazer a alegria do telespectador. O Projeto já ganhou um canal oficial no Youtube, onde serão postados os episódios. Em Dezembro, para a alegria de seus fãs, o álbum Ciranda 30 anos, ganha seu lançamento em mídia física, juntamente acompanhado da então versão inédita do Ciranda clássico de 1990, como brinde, agora reeditado e remasterizado em CD.

## Vida pessoal
Em abril de 2023, foi pedida em casamento em rede nacional, no programa Fofocalizando, do SBT, pelo produtor musical Eudes Freitas, por quem já foi apaixonada na adolescência. Eles selaram a união em agosto do mesmo ano, com uma grande festa também exibida e preparada pelo canal.

## Filmografia

### Televisão
| Ano     | Programa              | Cargo         | Emissora     |
| ------- | --------------------- | ------------- | ------------ |
| 1989    | Do Re Mi Fá Sol Lá Si | Apresentadora | SBT          |
| 1990–91 | Mariane               | Apresentadora | SBT          |
| 1994–95 | Tudo por Brinquedo    | Apresentadora | CNT          |
| 1995–96 | Tarde Criança         | Apresentadora | Rede Record  |
| 2000    | Fui: Ao Vivo          | Repórter      | TV Gazeta    |
| 2001    | Country News          | Apresentadora | NGT          |
| 2002    | Fazenda Brasil        | Apresentadora | Rede Mundial |

### Internet
| Ano  | Programa                | Cargo         |
| ---- | ----------------------- | ------------- |
| 2011 | + Q Tudo                | Apresentadora |
| 2022 | Mariane Conta Histórias | Apresentadora |
| 2022 | Reality Kids            | Apresentadora |
| 2023 | Conectados              | Apresentadora |

## Discografia
- 1987: Mariane (Em disco e mídia digital)
- 1990: Ciranda (Em disco, CD, cassete e mídia digital)
- 1991: Mariane (Em disco, cassete e mídia digital)
- 1994: Mariane (Em disco, CD, cassete e mídia digital)
- 1995: Pertinho de Você (Em disco, CD, cassete e mídia digital)
- 1999: Eu Sou Rodeio, Eu Sou Paixão (Em CD)
- 2004: Mariane (Em CD)
- 2021: Dó Re Mi Fá Sol Lá Si (Em bootleg)
- 2021: Ciranda 30 Anos (Em CD e mídia digital)